# 3-hydroxypropanal
3-hydroxypropanal je organická sloučenina patřící mezi hydroxyaldehydy (aldehyd kyseliny 3-hydroxypropionové) a také potenciální antimikrobiální látka tvořená bakterií Lactobacillus reuteri při metabolizaci glycerolu na propan-1,3-diol katalyzovanou koenzym B12-závislou dioldehydrázou. Podle této bakterie se látka také nazývá reuterin. Ten se ve skutečnosti skládá z 3-hydroxypropanalu, jeho hydrátu a dimeru ve vzájemné rovnováze (enolforma se vyskytuje ve velmi malém množství). Při koncentracích nad 1,4M převažuje dimer, ovšem při koncentracích vyskytujících se v živých organismech převažuje hydrát následovaný aldehydovou formou.
Reuterin inhibuje růst některých grampozitivních a gramnegativních bakterií, kvasinek, plísní a prvoků. L. reuteri můžte vylučovat dostatečné množství reuterinu na zabránění růstu škodlivých střevních mikroorganismů aniž by došlo k usmrcení užitečných bakterií.

## Účinnost
Reuterin ztískaný z bakterií je schopný zabít E. coli a L. monocytogenes, jeho účinnost se zvyšuje přidáním kyseliny mléčné. Bylo také pozorováno zničení E. coli přímo reuterinem vytvořeným L. reuteri..